# Man·ga!
Man·ga! è stata una rivista italiana che si occupa principalmente di fumetto e cinema d'animazione giapponesi, pubblicata dall'agosto 1997 al settembre 2001, lungo tre serie con tre editori diversi. Oltre ai suoi argomenti principali, di cui si occupa con articoli su titoli e autori, Man·ga! riserva anche un notevole spazio ad aspetti generici della cultura popolare giapponese (cinema, mode, cosplay, società, tematiche giovanili e così via). Nella sua prima serializzazione ospita inoltre alcuni fumetti di autori giapponesi.

## Storia
La prima serie di Man·ga! comincia col numero zero dell'agosto 1997 e si conclude con il numero 9 del luglio 1998. L'editore è Panini Comics, nella sua divisione che si occupa di prodotti giapponesi (Marvel Manga, in seguito Planet Manga). La redazione di Man·ga! è composta principalmente dallo staff di Yamato Video, con alcuni apporti esterni, anche da parte della stessa Panini. In questa prima stagione la testata riserva diverse pagine ai seguenti fumetti:
- Drakuun di Manabe Jōji (dal numero 0 al numero 9).
- Dirty Pair, versione a fumetti dell'omonima serie d'animazione, disegnata con stile giapponese dallo statunitense Adam Warren, su testi suoi e di Toren Smith (dal numero 2 al numero 7).
- Lawman, di Itō Akihiro (dal numero 8 al numero 9).
- Crayon Shin-chan di Usui Yoshito (dal numero 8 al numero 9).

Con la seconda serie la rivista cambia nome diventando Shin Man·ga!, e ricomincia la numerazione dal numero 1, uscito nel novembre 1999. Riesce a pubblicare solo due numeri (il secondo nel febbraio 2000) prima di chiudere. Questi due numeri, editi da Due Emme Publishing, sono curati interamente dalla redazione di Yamato Video, e non contengono fumetti.
La terza serie torna al titolo originale, Man·ga!, e ricomincia nuovamente la numerazione. Il numero 1 esce nel maggio 2001, il numero 4, l'ultimo, esce nel settembre 2001. La presenza della redazione di Yamato Video è piuttosto ridotta, e la maggior parte degli articoli è affidata a collaboratori esterni, alcuni provenienti da altre riviste (come Kamikaze o il Mangagiornale). Come già nella seconda serie, anche in questa non viene pubblicato alcun fumetto. L'editore per quest'ultima stagione è Whites Wells Publishing.